# Mytilopsis leucophaeata
Mytilopsis leucophaeata е вид мида от семейство Dreissenidae. Възникнал е преди около 0,78 млн. години по времето на периода кватернер. Видът не е застрашен от изчезване.

## Разпространение и местообитание
Разпространен е в САЩ (Алабама, Вирджиния, Джорджия, Кентъки, Кънектикът, Масачузетс, Мериленд, Мисисипи, Ню Йорк, Род Айлънд, Северна Каролина, Тексас, Тенеси, Флорида и Южна Каролина). Внесен е във Великобритания, Германия и Франция.
Обитава крайбрежията на сладководни и полусолени басейни, океани, морета, заливи, реки и канали. Среща се на дълбочина от 0,3 до 19 m, при температура на водата от 17,7 до 24,2 °C и соленост 32,4 – 35,8 ‰.

## Описание
Черупката е с дължина не повече от 3,8 cm.